# Utazzon dróton!
Az Utazzon dróton! (eredeti angol címén: Travel by Wire!) Arthur C. Clarke legelső, nyomtatásban megjelent novellája. 1937 decemberében jelent meg először az Amateur Science Stories magazinban, majd később a The Best of Arthur C. Clarke 1937-1955 című gyűjteményes kötetben is megjelent. Magyarul a Galaktika 176. számában olvasható Németh Attila fordításában.

## Történet
A cselekmény egy „rádió-transzporter” nevű eszköz kifejlesztésének rövid története, amit az egyik fejlesztő visszaemlékezéseként ismerünk meg.

## Megjelenések

### angol nyelven
1. Travel by Wire, Amateur Science Stories, 1937 december[1]
2. The Best of Arthur C. Clarke: 1937-1955, Sphere, 1976[1]

### magyar nyelven
1. Utazzon dróton, Galaktika 2004. november, ford.: Németh Attila

### portugál nyelven
1. Viaje por pio!, Os Dias Futuros, 1985, ford.: Eurico Fonseca[1]

## Külső hivatkozások
- Angol nyelvű megjelenések az ISFDB-től